# Erik Langemark
Erik Gustav Langemark, född 3 februari 1915 i Karlskrona, död 1997 i Karlskrona, var en svensk målare, tecknare och teckningslärare.
Han var son till köpmannen Gustaf Adolf Karlsson och Ellen Maria Petersson. Langemark inledde sina konststudier under ungdomsåren genom att bedriva självstudier han studerade vid Tekniska skolan i Stockholm där han utexaminerades som teckningslärare 1938. Han debuterade med en separatutställning i Karlskrona 1943 som senare följdes av utställningar i Borås, Stockholm och Göteborg. Han medverkade i samlingsutställningar med Sveriges allmänna konstförening, Riksförbundet för bildande konst och Blekinge konstnärsförening. Han var representerad vid  Nationalmuseums utställning Unga tecknare. Bland hans offentliga arbeten märks målningar i Karlskrona stadsbiblioteket, Länsstyrelsens Blekingesal, Chapmansskolans bibliotek, Blekingesjukhuset och Pingstkyrkan i Karlskrona. Han utgav 1952 ett bokverk om  Karlskrona som han själv illustrerade med bilder från Karlskrona med omnejd och han har som illustratör illustrerat andra författares verk. Hans konst består av  porträtt, hästar, landskap och stadsmotiv från Karlskrona. Vid sidan av sitt eget skapande var han anställd som teckningslärare vid Karlskrona högre allmänna läroverk. Han donerade 175 konstverk till Karlskrona kommun där ett urval kontinuerligt visas i Langemarksrummet.